# Teodoro da Nicomédia
Teodoro (em latim: Theodorus) foi um oficial bizantino do século VI, ativo durante o reinado do imperador Justiniano (r. 527–565). Era nativo da Nicomédia. Em maio de 562, substituiu Zemarco como curador da casa de Placídia, depois do último ser acusado por Jorge e João de caluniar contra o imperador.